# Турзо, Дьёрдь
Дьёрдь (Юрай) Турзо (1557, замок Льетавский Град у Жилины — 1616, Битча) — венгерский аристократ и государственный деятель. Граф. Палатин Венгрии в 1609—1616 гг.

## Биография
Сын дворянина Ференца Турзо (1515—1574), бывшего епископа Нитранского, снявшего сан и перешедшего в лютеранство, и его второй супруги, хорватской графини Екатерины Зриньи (Зринской) (1548—1585).
С 1598 года был советником императора Рудольфа II, с 1599 года королевский дворецкий, с 1602 года командовал гарнизоном крепости Нове-Замки. Как и значительная часть венгерского дворянства, участвовал в многочисленных войнах с турками.
Палатин Венгерского королевства с 7 декабря 1609 года по 26 декабря 1616 года при короле Матвее II (императоре Матиасе). Сторонник союза венгерской знати с Габсбургами.

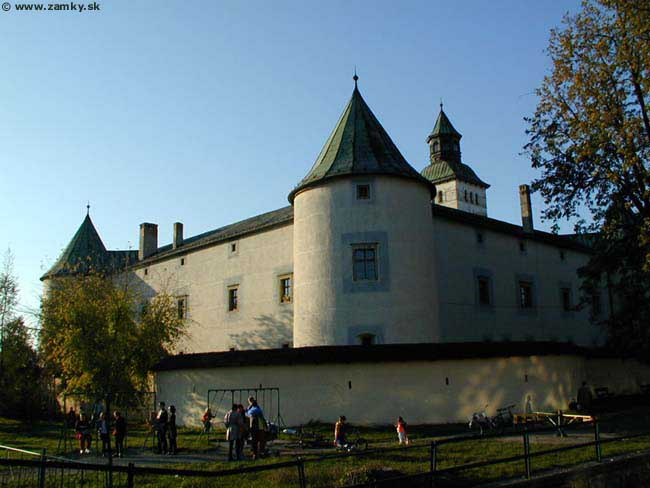
Замок Битчьянский Град — резиденция Д. Турзо

Был весьма образованным человеком. Знал латинский, греческий, немецкий, венгерский и словацкий языки. Словацкий язык он использовал в качестве официального языка в своей резиденции. Поддерживал школы, церкви, искусство. Построил первый санаторный дом у источников в Раецке Теплице. Основал Турзовку.
Умер 26 декабря 1616 года в своей резиденции — замке Битчьянский Град в г. Битча (ныне — город-райцентр в Жилинском крае, Словакия).

## Участие в «деле графини Батори»
29 декабря 1610 года во главе вооружённого отряда лично арестовал в Чахтицком замке венгерскую графиню Эржебет Батори, которая обвинялась в массовых убийствах молодых девушек. Как палатин Венгрии контролировал проведение следственных и судебных мероприятий по делу «Чахтицкой пани». В частности, графиню Батори он своей властью приговорил к вечному заточению в её замке. Суд над подручными графини проходил в его резиденции — замке Битчьянский Град.
Существует версия (Л. Надь и др.), согласно которой Д. Турзо сфабриковал это дело о «кровавой графине», так как претендовал на часть обширных земельных владений рода Батори. Эта точка зрения легла в основу сюжета фильма Юрая Якубиско «Кровавая графиня — Батори» (2008).

## В искусстве
Дьёрдь Турзо нередко фигурирует в литературных и кинематографических произведениях, которые посвящены графине Эржебет Батори. В зависимости от тенденции, он выступает как положительным, так и отрицательным персонажем.

#### Кинематограф
- «Метаморфозы» (Metamorphosis, ФРГ, Венгрия, Канада, Великобритания, Австралия, 2007).
- «Кровавая графиня — Батори» (Bathory, Словакия/Чехия/Великобритания/Венгрия, 2008).
- «Графиня» (The Countess, Франция/Германия, 2009).
- «Кровавая леди Батори» (Lady of Csejte, Россия/США, 2015).